# Canadian Association of Lutheran Congregations
Pour les articles homonymes, voir CALC.
La Canadian Association of Lutheran Congregations (CALC), littéralement l'« association canadienne des congrégations luthériennes », est une dénomination chrétienne luthérienne au Canada. Avec l'Église évangélique luthérienne au Canada et l'Église luthérienne du Canada, elle est l'une des trois seules dénominations luthériennes complètement canadiennes.
Fondée au début des années 1990, la CALC est, de nos jours, la troisième plus grande dénomination luthérienne au Canada. En 2016, elle comprend 33 congrégations dans cinq provinces canadiennes, incluant la Colombie-Britannique, l'Alberta, la Saskatchewan, le Manitoba et l'Ontario.